# Вьюнский сельсовет (Пензенская область)
Вьюнский сельсовет — муниципальное образование со статусом сельского поселения в Наровчатском районе Пензенской области Российской Федерации.
Административный центр — село Вьюнки.

## История
Статус и границы сельского поселения установлены Законом Пензенской области от 2 ноября 2004 года № 690-ЗПО «О границах муниципальных образований Пензенской области».

## Население
| 2002 | 2010 | 2012 | 2013 | 2014 | 2015 | 2016 |
| ---- | ---- | ---- | ---- | ---- | ---- | ---- |
| 674  | ↘593 | ↘584 | ↘576 | ↘562 | ↘552 | ↘526 |
| 2017 | 2018 | 2021 |      |      |      |      |
| ↘514 | ↘506 | ↘402 |      |      |      |      |

## Состав сельского поселения
| № | Населённый пункт | Тип населённого пункта       | Население |
| - | ---------------- | ---------------------------- | --------- |
| 1 | Большой Чердак   | село                         | ↘102      |
| 2 | Вьюнки           | село, административный центр | ↘213      |
| 3 | Мумарье          | село                         | ↘65       |
| 4 | Савинки          | село                         | ↘213      |